# Circuit de la Sarthe 2022
Le Circuit de la Sarthe 2022 est la 68e édition de cette course cycliste masculine sur route. Il a eu lieu du 5 au 8 avril 2022 dans les Pays de la Loire, en France, et fait partie du calendrier UCI Europe Tour 2022 en catégorie 2.1. La course avait été annulée en 2020 et 2021 en raison de la pandémie de Covid-19. Le circuit est remporté par le jeune Néerlandais Olav Kooij de l'équipe Jumbo-Visma.

## Présentation

### Équipes
| WorldTeams (8)- Groupama-FDJ - Cofidis - EF Education-EasyPost - Quick-Step Alpha Vinyl - Jumbo-Visma - Trek-Segafredo - Ineos Grenadiers - AG2R Citroën Team ProTeams (7)- B&B Hotels-KTM - TotalEnergies - Arkéa-Samsic - Sport Vlaanderen-Baloise - Alpecin-Fenix - Drone Hopper-Androni Giocattoli - Bingoal Pauwels Sauces WB Équipes continentales (4)- Saint Michel-Auber 93 - Go Sport-Roubaix Lille Métropole - UC Nantes Atlantique - Nice Métropole Côte d'Azur |
| |

## Étapes
| Étape     | Date   | Villes étapes                                     | type            | Distance (km) | Dénivelé (m) | Vainqueur d'étape | Leader du classement général |
| --------- | ------ | ------------------------------------------------- | --------------- | ------------- | ------------ | ----------------- | ---------------------------- |
| 1re étape | 5 avr. | Mamers – Mamers                                   | étape vallonnée | 192,3         | 2 651 m      | Mads Pedersen     | Mads Pedersen                |
| 2e étape  | 6 avr. | Le Lude – Le Lude                                 | étape de plaine | 174,7         | 1 346 m      | Olav Kooij        | Mads Pedersen                |
| 3e étape  | 7 avr. | Sablé-sur-Sarthe – Sablé-sur-Sarthe               | étape de plaine | 176,5         | 1 077 m      | Mads Pedersen     | Mads Pedersen                |
| 4e étape  | 8 avr. | La Chapelle-Saint-Aubin – La Chapelle-Saint-Aubin | étape de plaine | 136,4         | 1 876 m      | Olav Kooij        | Olav Kooij                   |

## Déroulement de la course

### 1reétape
| \| Classement de l'étape \| Classement de l'étape \| Classement de l'étape \| Classement de l'étape \| Classement de l'étape \| \| Coureur \| Coureur \| Pays \| Équipe \| Temps \| \| --------------------- \| --------------------- \| --------------------- \| --------------------- \| --------------------- \| \| 1er \| Mads Pedersen \| Danemark \| Trek-Segafredo \| 4 h 32 min 04 s \| \| 2e \| Benoît Cosnefroy \| France \| AG2R Citroën Team \| + 0 s \| \| 3e \| Axel Zingle \| France \| Cofidis \| + 0 s \| \| 4e \| Kévin Vauquelin \| France \| Arkéa-Samsic \| + 0 s \| \| 5e \| Filippo Ganna \| Italie \| Ineos Grenadiers \| + 0 s \| \| 6e \| Luke Plapp \| Australie \| Ineos Grenadiers \| + 0 s \| \| 7e \| Thibaut Pinot \| France \| Groupama-FDJ \| + 0 s \| \| 8e \| Sean Quinn \| États-Unis \| EF Education-EasyPost \| + 5 s \| \| 9e \| Alexis Gougeard \| France \| B&B Hotels-KTM \| + 7 s \| \| 10e \| Anthony Perez \| France \| Cofidis \| + 21 s \| |                  |            |                       |                 |
| |                  |            |                       |                 |
| Source : ProCyclingStats |                  |            |                       |                 |
| Classement de l'étape |                  |            |                       |                 |
| Coureur | Coureur          | Pays       | Équipe                | Temps           |
| 1er | Mads Pedersen    | Danemark   | Trek-Segafredo        | 4 h 32 min 04 s |
| 2e | Benoît Cosnefroy | France     | AG2R Citroën Team     | + 0 s           |
| 3e | Axel Zingle      | France     | Cofidis               | + 0 s           |
| 4e | Kévin Vauquelin  | France     | Arkéa-Samsic          | + 0 s           |
| 5e | Filippo Ganna    | Italie     | Ineos Grenadiers      | + 0 s           |
| 6e | Luke Plapp       | Australie  | Ineos Grenadiers      | + 0 s           |
| 7e | Thibaut Pinot    | France     | Groupama-FDJ          | + 0 s           |
| 8e | Sean Quinn       | États-Unis | EF Education-EasyPost | + 5 s           |
| 9e | Alexis Gougeard  | France     | B&B Hotels-KTM        | + 7 s           |
| 10e | Anthony Perez    | France     | Cofidis               | + 21 s          |

| \| Classement général \| Classement général \| Classement général \| Classement général \| Classement général \| \| Coureur \| Coureur \| Pays \| Équipe \| Temps \| \| ------------------ \| ------------------ \| ------------------ \| --------------------- \| ------------------ \| \| 1er \| Mads Pedersen \| Danemark \| Trek-Segafredo \| 4 h 31 min 51 s \| \| 2e \| Benoît Cosnefroy \| France \| AG2R Citroën Team \| + 7 s \| \| 3e \| Axel Zingle \| France \| Cofidis \| + 7 s \| \| 4e \| Luke Plapp \| Australie \| Ineos Grenadiers \| + 12 s \| \| 5e \| Kévin Vauquelin \| France \| Arkéa-Samsic \| + 13 s \| \| 6e \| Filippo Ganna \| Italie \| Ineos Grenadiers \| + 13 s \| \| 7e \| Thibaut Pinot \| France \| Groupama-FDJ \| + 13 s \| \| 8e \| Sean Quinn \| États-Unis \| EF Education-EasyPost \| + 14 s \| \| 9e \| Alexis Gougeard \| France \| B&B Hotels-KTM \| + 17 s \| \| 10e \| Alexander Kamp \| Danemark \| Trek-Segafredo \| + 29 s \| |                  |            |                       |                 |
| |                  |            |                       |                 |
| Source : ProCyclingStats |                  |            |                       |                 |
| Classement général |                  |            |                       |                 |
| Coureur | Coureur          | Pays       | Équipe                | Temps           |
| 1er | Mads Pedersen    | Danemark   | Trek-Segafredo        | 4 h 31 min 51 s |
| 2e | Benoît Cosnefroy | France     | AG2R Citroën Team     | + 7 s           |
| 3e | Axel Zingle      | France     | Cofidis               | + 7 s           |
| 4e | Luke Plapp       | Australie  | Ineos Grenadiers      | + 12 s          |
| 5e | Kévin Vauquelin  | France     | Arkéa-Samsic          | + 13 s          |
| 6e | Filippo Ganna    | Italie     | Ineos Grenadiers      | + 13 s          |
| 7e | Thibaut Pinot    | France     | Groupama-FDJ          | + 13 s          |
| 8e | Sean Quinn       | États-Unis | EF Education-EasyPost | + 14 s          |
| 9e | Alexis Gougeard  | France     | B&B Hotels-KTM        | + 17 s          |
| 10e | Alexander Kamp   | Danemark   | Trek-Segafredo        | + 29 s          |

### 2eétape
| \| Classement de l'étape \| Classement de l'étape \| Classement de l'étape \| Classement de l'étape \| Classement de l'étape \| \| Coureur \| Coureur \| Pays \| Équipe \| Temps \| \| --------------------- \| --------------------- \| --------------------- \| ---------------------- \| --------------------- \| \| 1er \| Olav Kooij \| Pays-Bas \| Jumbo-Visma \| 4 h 01 min 50 s \| \| 2e \| Mads Pedersen \| Danemark \| Trek-Segafredo \| + 0 s \| \| 3e \| Lorrenzo Manzin \| France \| TotalEnergies \| + 0 s \| \| 4e \| Bram Welten \| Pays-Bas \| Groupama-FDJ \| + 0 s \| \| 5e \| Marc Sarreau \| France \| AG2R Citroën Team \| + 0 s \| \| 6e \| Pierre Barbier \| France \| B&B Hotels-KTM \| + 0 s \| \| 7e \| Elia Viviani \| Italie \| Ineos Grenadiers \| + 0 s \| \| 8e \| Jason Tesson \| France \| Saint Michel-Auber 93 \| + 0 s \| \| 9e \| Bert Van Lerberghe \| Belgique \| Quick-Step Alpha Vinyl \| + 0 s \| \| 10e \| Mark Cavendish \| Royaume-Uni \| Quick-Step Alpha Vinyl \| + 0 s \| |                    |             |                        |                 |
| |                    |             |                        |                 |
| Source : ProCyclingStats |                    |             |                        |                 |
| Classement de l'étape |                    |             |                        |                 |
| Coureur | Coureur            | Pays        | Équipe                 | Temps           |
| 1er | Olav Kooij         | Pays-Bas    | Jumbo-Visma            | 4 h 01 min 50 s |
| 2e | Mads Pedersen      | Danemark    | Trek-Segafredo         | + 0 s           |
| 3e | Lorrenzo Manzin    | France      | TotalEnergies          | + 0 s           |
| 4e | Bram Welten        | Pays-Bas    | Groupama-FDJ           | + 0 s           |
| 5e | Marc Sarreau       | France      | AG2R Citroën Team      | + 0 s           |
| 6e | Pierre Barbier     | France      | B&B Hotels-KTM         | + 0 s           |
| 7e | Elia Viviani       | Italie      | Ineos Grenadiers       | + 0 s           |
| 8e | Jason Tesson       | France      | Saint Michel-Auber 93  | + 0 s           |
| 9e | Bert Van Lerberghe | Belgique    | Quick-Step Alpha Vinyl | + 0 s           |
| 10e | Mark Cavendish     | Royaume-Uni | Quick-Step Alpha Vinyl | + 0 s           |

| \| Classement général \| Classement général \| Classement général \| Classement général \| Classement général \| \| Coureur \| Coureur \| Pays \| Équipe \| Temps \| \| ------------------ \| ------------------ \| ------------------ \| --------------------- \| ------------------ \| \| 1er \| Mads Pedersen \| Danemark \| Trek-Segafredo \| 8 h 33 min 35 s \| \| 2e \| Benoît Cosnefroy \| France \| AG2R Citroën Team \| + 13 s \| \| 3e \| Axel Zingle \| France \| Cofidis \| + 13 s \| \| 4e \| Luke Plapp \| Australie \| Ineos Grenadiers \| + 18 s \| \| 5e \| Alexis Gougeard \| France \| B&B Hotels-KTM \| + 18 s \| \| 6e \| Kévin Vauquelin \| France \| Arkéa-Samsic \| + 19 s \| \| 7e \| Thibaut Pinot \| France \| Groupama-FDJ \| + 19 s \| \| 8e \| Sean Quinn \| États-Unis \| EF Education-EasyPost \| + 20 s \| \| 9e \| Olav Kooij \| Pays-Bas \| Jumbo-Visma \| + 30 s \| \| 10e \| Julien Simon \| France \| TotalEnergies \| + 40 s \| |                  |            |                       |                 |
| |                  |            |                       |                 |
| Source : ProCyclingStats |                  |            |                       |                 |
| Classement général |                  |            |                       |                 |
| Coureur | Coureur          | Pays       | Équipe                | Temps           |
| 1er | Mads Pedersen    | Danemark   | Trek-Segafredo        | 8 h 33 min 35 s |
| 2e | Benoît Cosnefroy | France     | AG2R Citroën Team     | + 13 s          |
| 3e | Axel Zingle      | France     | Cofidis               | + 13 s          |
| 4e | Luke Plapp       | Australie  | Ineos Grenadiers      | + 18 s          |
| 5e | Alexis Gougeard  | France     | B&B Hotels-KTM        | + 18 s          |
| 6e | Kévin Vauquelin  | France     | Arkéa-Samsic          | + 19 s          |
| 7e | Thibaut Pinot    | France     | Groupama-FDJ          | + 19 s          |
| 8e | Sean Quinn       | États-Unis | EF Education-EasyPost | + 20 s          |
| 9e | Olav Kooij       | Pays-Bas   | Jumbo-Visma           | + 30 s          |
| 10e | Julien Simon     | France     | TotalEnergies         | + 40 s          |

### 3eétape
| \| Classement de l'étape \| Classement de l'étape \| Classement de l'étape \| Classement de l'étape \| Classement de l'étape \| \| Coureur \| Coureur \| Pays \| Équipe \| Temps \| \| --------------------- \| --------------------- \| --------------------- \| -------------------------------- \| --------------------- \| \| 1er \| Mads Pedersen \| Danemark \| Trek-Segafredo \| 4 h 04 min 23 s \| \| 2e \| Kévin Vauquelin \| France \| Arkéa-Samsic \| + 0 s \| \| 3e \| Mark Cavendish \| Royaume-Uni \| Quick-Step Alpha Vinyl \| + 0 s \| \| 4e \| Paul Penhoët \| France \| Groupama-FDJ \| + 0 s \| \| 5e \| Hugo Hofstetter \| France \| Arkéa-Samsic \| + 0 s \| \| 6e \| Olav Kooij \| Pays-Bas \| Jumbo-Visma \| + 0 s \| \| 7e \| Clément Venturini \| France \| AG2R Citroën Team \| + 0 s \| \| 8e \| Lorrenzo Manzin \| France \| TotalEnergies \| + 0 s \| \| 9e \| Marijn van den Berg \| Pays-Bas \| EF Education-EasyPost \| + 0 s \| \| 10e \| Thomas Boudat \| France \| Go Sport-Roubaix Lille Métropole \| + 0 s \| |                     |             |                                  |                 |
| |                     |             |                                  |                 |
| Source : ProCyclingStats |                     |             |                                  |                 |
| Classement de l'étape |                     |             |                                  |                 |
| Coureur | Coureur             | Pays        | Équipe                           | Temps           |
| 1er | Mads Pedersen       | Danemark    | Trek-Segafredo                   | 4 h 04 min 23 s |
| 2e | Kévin Vauquelin     | France      | Arkéa-Samsic                     | + 0 s           |
| 3e | Mark Cavendish      | Royaume-Uni | Quick-Step Alpha Vinyl           | + 0 s           |
| 4e | Paul Penhoët        | France      | Groupama-FDJ                     | + 0 s           |
| 5e | Hugo Hofstetter     | France      | Arkéa-Samsic                     | + 0 s           |
| 6e | Olav Kooij          | Pays-Bas    | Jumbo-Visma                      | + 0 s           |
| 7e | Clément Venturini   | France      | AG2R Citroën Team                | + 0 s           |
| 8e | Lorrenzo Manzin     | France      | TotalEnergies                    | + 0 s           |
| 9e | Marijn van den Berg | Pays-Bas    | EF Education-EasyPost            | + 0 s           |
| 10e | Thomas Boudat       | France      | Go Sport-Roubaix Lille Métropole | + 0 s           |

| \| Classement général \| Classement général \| Classement général \| Classement général \| Classement général \| \| Coureur \| Coureur \| Pays \| Équipe \| Temps \| \| ------------------ \| ------------------ \| ------------------ \| --------------------- \| ------------------ \| \| 1er \| Mads Pedersen \| Danemark \| Trek-Segafredo \| 12 h 37 min 48 s \| \| 2e \| Kévin Vauquelin \| France \| Arkéa-Samsic \| + 23 s \| \| 3e \| Benoît Cosnefroy \| France \| AG2R Citroën Team \| + 23 s \| \| 4e \| Axel Zingle \| France \| Cofidis \| + 23 s \| \| 5e \| Luke Plapp \| Australie \| Ineos Grenadiers \| + 28 s \| \| 6e \| Alexis Gougeard \| France \| B&B Hotels-KTM \| + 28 s \| \| 7e \| Thibaut Pinot \| France \| Groupama-FDJ \| + 29 s \| \| 8e \| Sean Quinn \| États-Unis \| EF Education-EasyPost \| + 30 s \| \| 9e \| Olav Kooij \| Pays-Bas \| Jumbo-Visma \| + 40 s \| \| 10e \| Laurent Pichon \| France \| Arkéa-Samsic \| + 41 s \| |                  |            |                       |                  |
| |                  |            |                       |                  |
| Source : ProCyclingStats |                  |            |                       |                  |
| Classement général |                  |            |                       |                  |
| Coureur | Coureur          | Pays       | Équipe                | Temps            |
| 1er | Mads Pedersen    | Danemark   | Trek-Segafredo        | 12 h 37 min 48 s |
| 2e | Kévin Vauquelin  | France     | Arkéa-Samsic          | + 23 s           |
| 3e | Benoît Cosnefroy | France     | AG2R Citroën Team     | + 23 s           |
| 4e | Axel Zingle      | France     | Cofidis               | + 23 s           |
| 5e | Luke Plapp       | Australie  | Ineos Grenadiers      | + 28 s           |
| 6e | Alexis Gougeard  | France     | B&B Hotels-KTM        | + 28 s           |
| 7e | Thibaut Pinot    | France     | Groupama-FDJ          | + 29 s           |
| 8e | Sean Quinn       | États-Unis | EF Education-EasyPost | + 30 s           |
| 9e | Olav Kooij       | Pays-Bas   | Jumbo-Visma           | + 40 s           |
| 10e | Laurent Pichon   | France     | Arkéa-Samsic          | + 41 s           |

### 4eétape
| \| Classement de l'étape \| Classement de l'étape \| Classement de l'étape \| Classement de l'étape \| Classement de l'étape \| \| Coureur \| Coureur \| Pays \| Équipe \| Temps \| \| --------------------- \| --------------------- \| --------------------- \| -------------------------------- \| --------------------- \| \| 1er \| Olav Kooij \| Pays-Bas \| Jumbo-Visma \| \| \| 2e \| Xandro Meurisse \| Belgique \| Alpecin-Fenix \| + 0 s \| \| 3e \| Elia Viviani \| Italie \| Ineos Grenadiers \| + 15 s \| \| 4e \| Mick van Dijke \| Pays-Bas \| Jumbo-Visma \| + 15 s \| \| 5e \| Jérémy Leveau \| France \| Go Sport-Roubaix Lille Métropole \| + 15 s \| \| 6e \| Yves Lampaert \| Belgique \| Quick-Step Alpha Vinyl \| + 15 s \| \| 7e \| Alexis Renard \| France \| Cofidis \| + 15 s \| \| 8e \| Benoît Cosnefroy \| France \| AG2R Citroën Team \| + 15 s \| \| 9e \| Bram Welten \| Pays-Bas \| Groupama-FDJ \| + 15 s \| \| 10e \| Romain Cardis \| France \| Saint Michel-Auber 93 \| + 39 s \| |                  |          |                                  |        |
| |                  |          |                                  |        |
| Source : ProCyclingStats |                  |          |                                  |        |
| Classement de l'étape |                  |          |                                  |        |
| Coureur | Coureur          | Pays     | Équipe                           | Temps  |
| 1er | Olav Kooij       | Pays-Bas | Jumbo-Visma                      |        |
| 2e | Xandro Meurisse  | Belgique | Alpecin-Fenix                    | + 0 s  |
| 3e | Elia Viviani     | Italie   | Ineos Grenadiers                 | + 15 s |
| 4e | Mick van Dijke   | Pays-Bas | Jumbo-Visma                      | + 15 s |
| 5e | Jérémy Leveau    | France   | Go Sport-Roubaix Lille Métropole | + 15 s |
| 6e | Yves Lampaert    | Belgique | Quick-Step Alpha Vinyl           | + 15 s |
| 7e | Alexis Renard    | France   | Cofidis                          | + 15 s |
| 8e | Benoît Cosnefroy | France   | AG2R Citroën Team                | + 15 s |
| 9e | Bram Welten      | Pays-Bas | Groupama-FDJ                     | + 15 s |
| 10e | Romain Cardis    | France   | Saint Michel-Auber 93            | + 39 s |

## Classements finals

### Classement général final
| \| Classement général \| Classement général \| Classement général \| Classement général \| Classement général \| \| Coureur \| Coureur \| Pays \| Équipe \| Temps \| \| ------------------ \| ------------------ \| ------------------ \| -------------------------------- \| ------------------ \| \| 1er \| Olav Kooij \| Pays-Bas \| Jumbo-Visma \| 15 h 49 min 52 s \| \| 2e \| Benoît Cosnefroy \| France \| AG2R Citroën Team \| + 8 s \| \| 3e \| Xandro Meurisse \| Belgique \| Alpecin-Fenix \| + 14 s \| \| 4e \| Jérémy Leveau \| France \| Go Sport-Roubaix Lille Métropole \| + 35 s \| \| 5e \| Axel Zingle \| France \| Cofidis \| + 1 min 08 s \| \| 6e \| Elia Viviani \| Italie \| Ineos Grenadiers \| + 1 min 09 s \| \| 7e \| Alexis Renard \| France \| Cofidis \| + 1 min 15 s \| \| 8e \| Romain Cardis \| France \| Saint Michel-Auber 93 \| + 1 min 27 s \| \| 9e \| Thibault Guernalec \| France \| Arkéa-Samsic \| + 1 min 32 s \| \| 10e \| Mattia Bais \| Italie \| Drone Hopper-Androni Giocattoli \| + 1 min 49 s \| |                    |          |                                  |                  |
| |                    |          |                                  |                  |
| Source : ProCyclingStats |                    |          |                                  |                  |
| Classement général |                    |          |                                  |                  |
| Coureur | Coureur            | Pays     | Équipe                           | Temps            |
| 1er | Olav Kooij         | Pays-Bas | Jumbo-Visma                      | 15 h 49 min 52 s |
| 2e | Benoît Cosnefroy   | France   | AG2R Citroën Team                | + 8 s            |
| 3e | Xandro Meurisse    | Belgique | Alpecin-Fenix                    | + 14 s           |
| 4e | Jérémy Leveau      | France   | Go Sport-Roubaix Lille Métropole | + 35 s           |
| 5e | Axel Zingle        | France   | Cofidis                          | + 1 min 08 s     |
| 6e | Elia Viviani       | Italie   | Ineos Grenadiers                 | + 1 min 09 s     |
| 7e | Alexis Renard      | France   | Cofidis                          | + 1 min 15 s     |
| 8e | Romain Cardis      | France   | Saint Michel-Auber 93            | + 1 min 27 s     |
| 9e | Thibault Guernalec | France   | Arkéa-Samsic                     | + 1 min 32 s     |
| 10e | Mattia Bais        | Italie   | Drone Hopper-Androni Giocattoli  | + 1 min 49 s     |

### Classements annexes
| Classement par points | Classement par points | Classement par points | Classement par points | Classement par points |
| Coureur               | Coureur               | Pays                  | Équipe                | Points                |
| --------------------- | --------------------- | --------------------- | --------------------- | --------------------- |
| 1er                   | Mads Pedersen         | Danemark              | Trek-Segafredo        | 75 pts                |
| 2e                    | Olav Kooij            | Pays-Bas              | Jumbo-Visma           | 61 pts                |
| 3e                    | Benoît Cosnefroy      | France                | AG2R Citroën Team     | 34 pts                |

| Classement par points | Classement par points | Classement par points | Classement par points | Classement par points |
| Coureur               | Coureur               | Pays                  | Équipe                | Points                |
| --------------------- | --------------------- | --------------------- | --------------------- | --------------------- |
| 1er                   | Mads Pedersen         | Danemark              | Trek-Segafredo        | 75 pts                |
| 2e                    | Olav Kooij            | Pays-Bas              | Jumbo-Visma           | 61 pts                |
| 3e                    | Benoît Cosnefroy      | France                | AG2R Citroën Team     | 34 pts                |

| Classement de la montagne | Classement de la montagne | Classement de la montagne | Classement de la montagne | Classement de la montagne |
| Coureur                   | Coureur                   | Pays                      | Équipe                    | Points                    |
| ------------------------- | ------------------------- | ------------------------- | ------------------------- | ------------------------- |
| 1er                       | Maël Guégan               | France                    | Team U Nantes Atlantique  | 44 pts                    |

| Classement de la montagne | Classement de la montagne | Classement de la montagne | Classement de la montagne | Classement de la montagne |
| Coureur                   | Coureur                   | Pays                      | Équipe                    | Points                    |
| ------------------------- | ------------------------- | ------------------------- | ------------------------- | ------------------------- |
| 1er                       | Maël Guégan               | France                    | Team U Nantes Atlantique  | 44 pts                    |

| Classement du meilleur jeune | Classement du meilleur jeune | Classement du meilleur jeune | Classement du meilleur jeune | Classement du meilleur jeune |
| Coureur                      | Coureur                      | Pays                         | Équipe                       | Temps                        |
| ---------------------------- | ---------------------------- | ---------------------------- | ---------------------------- | ---------------------------- |

| Classement du meilleur jeune | Classement du meilleur jeune | Classement du meilleur jeune | Classement du meilleur jeune | Classement du meilleur jeune |
| Coureur                      | Coureur                      | Pays                         | Équipe                       | Temps                        |
| ---------------------------- | ---------------------------- | ---------------------------- | ---------------------------- | ---------------------------- |

| Classement par équipes | Classement par équipes | Classement par équipes | Classement par équipes |
| Équipe                 | Équipe                 | Pays                   | Temps                  |
| ---------------------- | ---------------------- | ---------------------- | ---------------------- |

| Classement par équipes | Classement par équipes | Classement par équipes | Classement par équipes |
| Équipe                 | Équipe                 | Pays                   | Temps                  |
| ---------------------- | ---------------------- | ---------------------- | ---------------------- |